# Sphegigastrella
Sphegigastrella is een geslacht van vliesvleugeligen uit de familie Pteromalidae. De wetenschappelijke naam van dit geslacht is voor het eerst geldig gepubliceerd in 1917 door Masi.

## Soorten
Het geslacht Sphegigastrella omvat de volgende soorten:
- Sphegigastrella flavipes Masi, 1917
- Sphegigastrella longigastra Masi, 1917